# 西部警察 〜コンクリート・ウエスタン・みんな誰かを愛してる〜
『西部警察 〜コンクリート・ウエスタン・みんな誰かを愛してる〜』（せいぶけいさつ コンクリート・ウエスタン・みんなだれかをあいしてる）は、テレビドラマ『西部警察』のサウンドトラックアルバム。1979年11月25日発売。

## 概要
シリーズ第1作のサウンドトラック。ピクチャーレーベル仕様。
演奏を担当した「ホーネッツ」は、このドラマのために結成されたバンドである。

## 収録曲
| #  | タイトル                              | 作詞 | 作曲       | 編曲       |
| -- | ------------------------------------- | ---- | ---------- | ---------- |
| 1. | 「西部警察メインテーマ・TVサイズ」    |      | 宇都宮安重 | 宇都宮安重 |
| 2. | 「西部警察メインテーマI・フルサイズ」 |      | 宇都宮安重 | 宇都宮安重 |
| 3. | 「みんな誰かを愛してる」              |      | 平尾昌晃   | 石田勝範   |
| 4. | 「男たち・愛のテーマ」                |      | 宇都宮安重 | 宇都宮安重 |
| 5. | 「木暮刑事のテーマ」                  |      | 宇都宮安重 | 宇都宮安重 |
| 6. | 「コンクリート・ジャングル」          |      | 宇都宮安重 | 宇都宮安重 |
| 7. | 「追跡のテーマ」                      |      | 宇都宮安重 | 宇都宮安重 |

| #   | タイトル                           | 作詞 | 作曲       | 編曲       |
| --- | ---------------------------------- | ---- | ---------- | ---------- |
| 8.  | 「ロマン」                         |      | 宇都宮安重 | 宇都宮安重 |
| 9.  | 「西部警察メインテーマII」         |      | 宇都宮安重 | 石田勝範   |
| 10. | 「大門刑事のテーマ」               |      | 宇都宮安重 | 宇都宮安重 |
| 11. | 「明日への希望」                   |      | 宇都宮安重 | 宇都宮安重 |
| 12. | 「出動のテーマ」                   |      | 宇都宮安重 | 宇都宮安重 |
| 13. | 「兄妹」                           |      | 宇都宮安重 | 宇都宮安重 |
| 14. | 「ダイナミック・シチュエイション」 |      | 宇都宮安重 | 宇都宮安重 |

## 曲解説
1. 西部警察メインテーマ・TVサイズ
実際にドラマで使われたものとは別に作られたレコード用ミックス。ただし、元になった音源自体は同じものである。曲全体に効果音が被せられている。効果音がないバージョンは、2006年発売の『西部警察 ミュージックファイル 〜テイチク音源による初収録曲&ベスト・セレクション〜』が初出となる。
2. 西部警察メインテーマI・フルサイズ
こちらもレコード用ミックス。1980年にシングルカットされた。
3. みんな誰かを愛してる
主題歌のインストゥルメンタル版。
4. 男たち・愛のテーマ
5. 木暮刑事のテーマ
「西部警察メインテーマI・フルサイズ」のB面としてシングルカットされた。
6. コンクリート・ジャングル
7. 追跡のテーマ
8. ロマン
9. 西部警察メインテーマII
10. 大門刑事のテーマ
11. 明日への希望
12. 出動のテーマ
13. 兄妹
14. ダイナミック・シチュエイション

## 資料
- 西部警察 誕生30周年 サウンド・トラック・アルバム大全集（2009年、テイチクエンタテインメント）